# 가브리에우 두스 산투스 프란시스쿠
가브리에우 두스 산투스 프란시스쿠(포르투갈어: Gabriel dos Santos Francisco, 1999년 3월 16일~)는 브라질의 축구 선수이다.

## 참고 문헌
- “선수 명단”. 《충북 청주 FC》. 충북청주프로축구단.